# Altenau (Dolna Saksonia)
Altenau - dawne miasto uzdrowiskowe w Niemczech, w kraju związkowym Dolna Saksonia, w powiecie Goslar, wchodzące w skład gminy zbiorowej Oberharz. Leży u podnóży gór Harzu, pomiędzy miastem Clausthal-Zellerfeld, a szczytem Brocken, na trasie drogi krajowej B498. 1 stycznia 2015 zostało połączone z gminą Schulenberg im Oberharz tworząc Altenau-Schulenberg im Oberharz, dzielnicę miasta Clausthal-Zellerfeld.

## Dzielnice

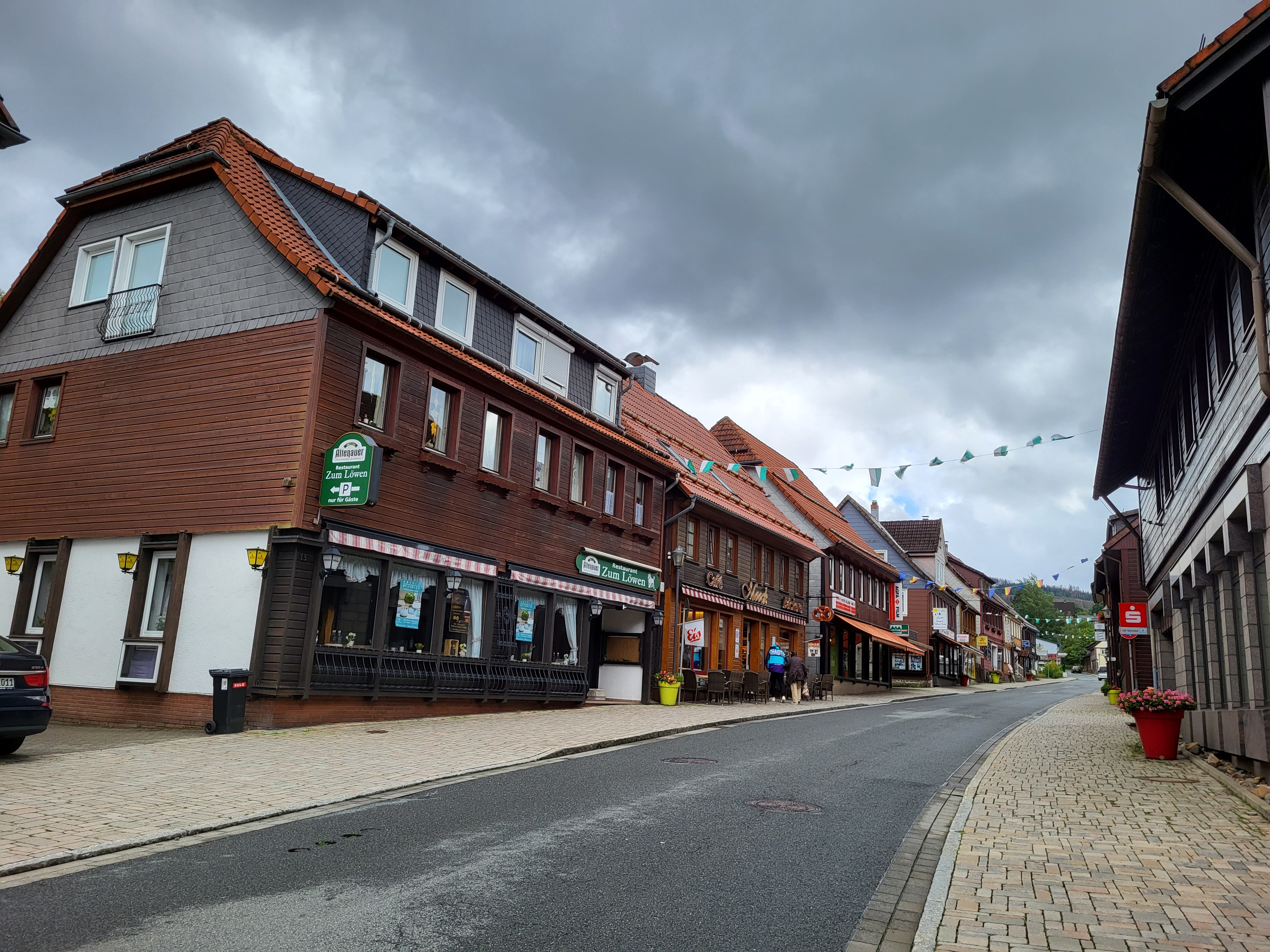

- Altenau
- Torfhaus

## Demografia

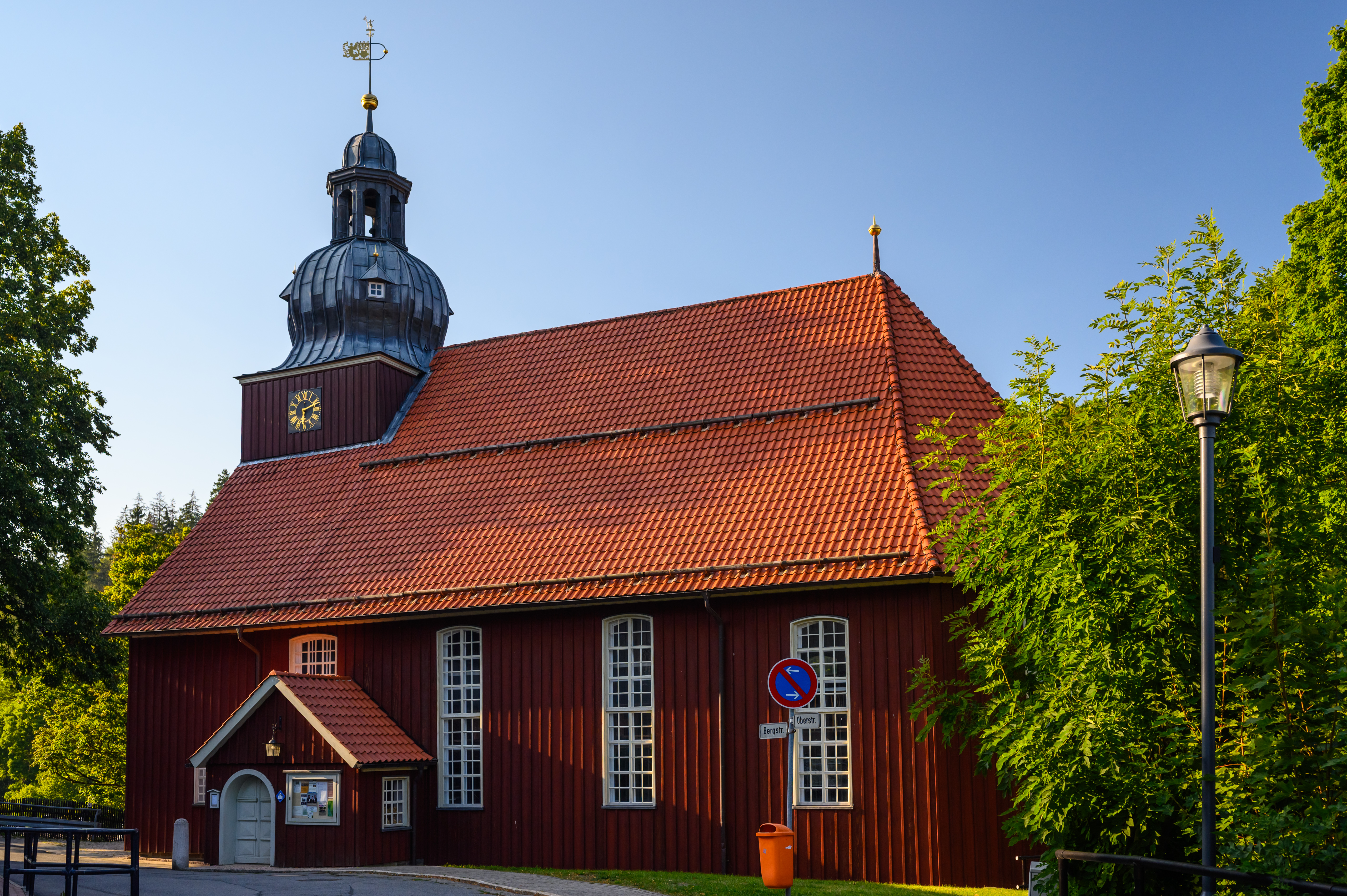

| Rok  | Mieszkańcy |
| ---- | ---------- |
| 1821 | 1.244      |
| 1925 | 1.914      |
| 1939 | 2.505      |
| 1946 | 2.744      |
| 1950 | 2.717      |
| 1980 | 2.522      |
| 1990 | 2.405      |
| 1995 | 2.287      |
| 2000 | 2.146      |
| 2005 | 1.980      |
| 2007 | 1.897      |

## Administracja
Skład Rady Miasta po wyborach w 2006 roku:
- SPD - siedmiu przedstawicieli (54,16%)
- CDU - sześciu przedstawicieli (45,84%)